# Stor kalvnos
Stor kalvnos (Misopates calycinum) är en grobladsväxtart som beskrevs av Werner Hugo Paul Rothmaler. Enligt Catalogue of Life ingår Stor kalvnos i släktet kalvnosar och familjen grobladsväxter, men enligt Dyntaxa är tillhörigheten istället släktet kalvnosar och familjen grobladsväxter. Arten förekommer tillfälligt i Sverige, men reproducerar sig inte. Inga underarter finns listade i Catalogue of Life.

## Bildgalleri

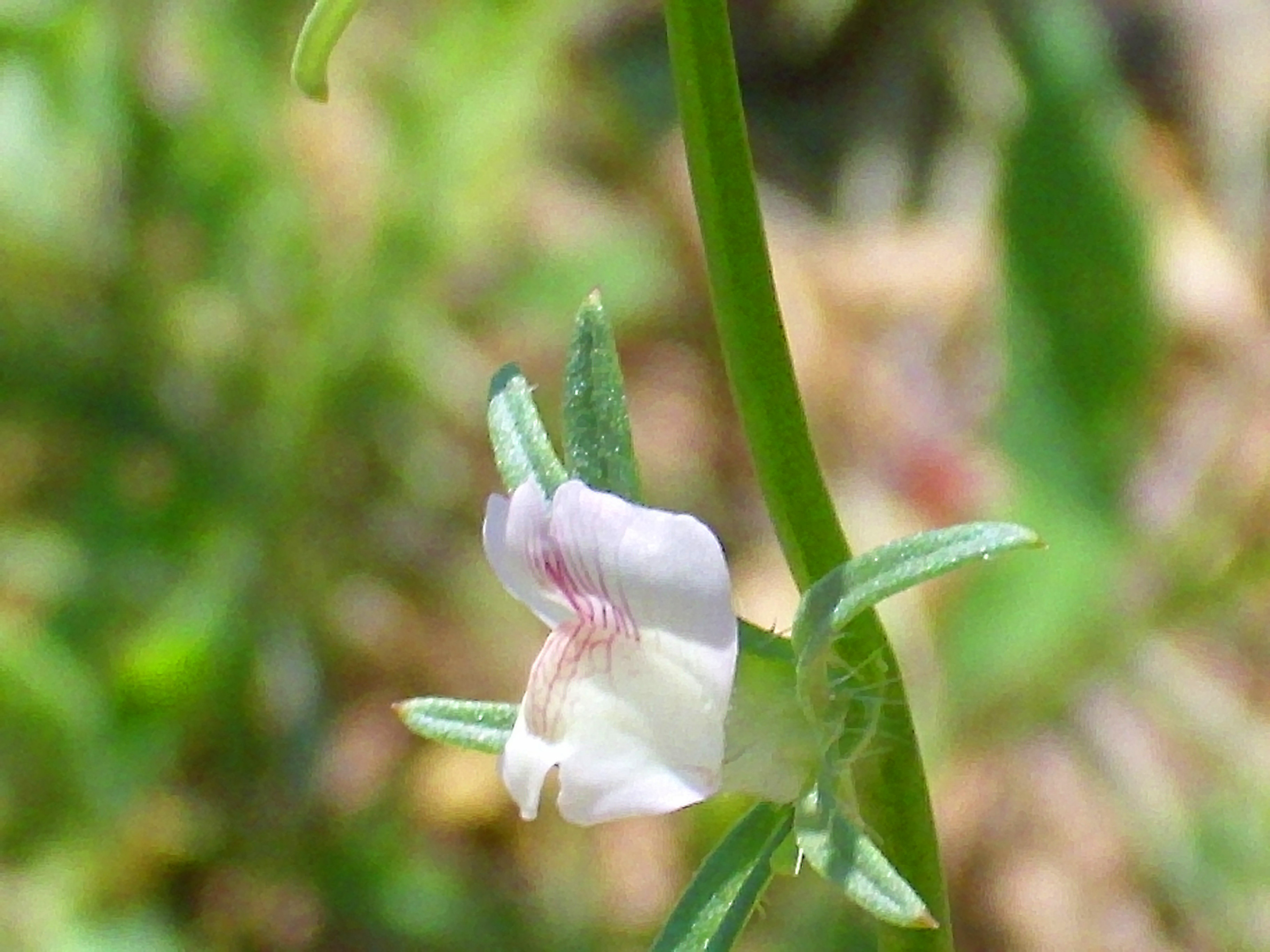
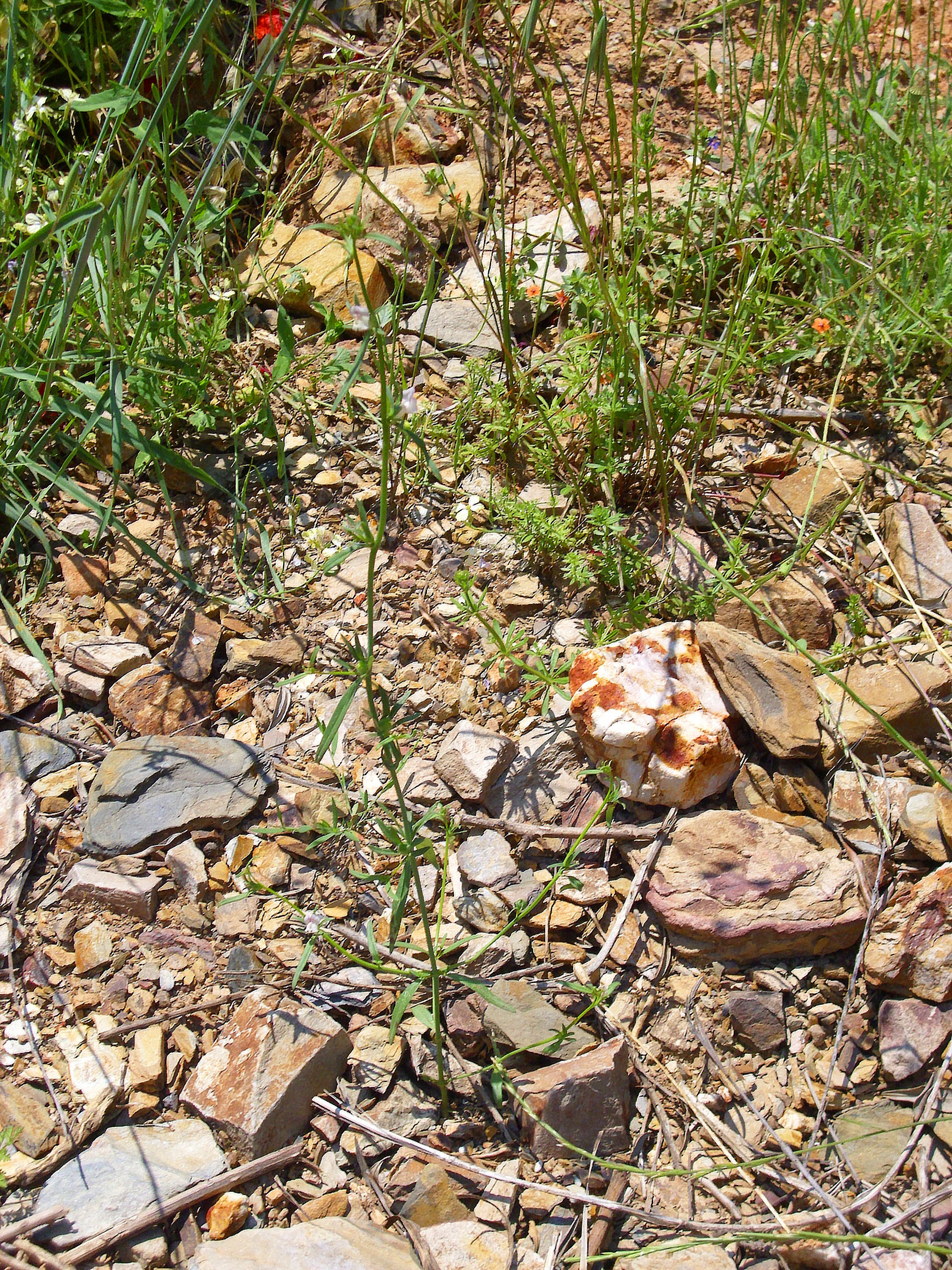
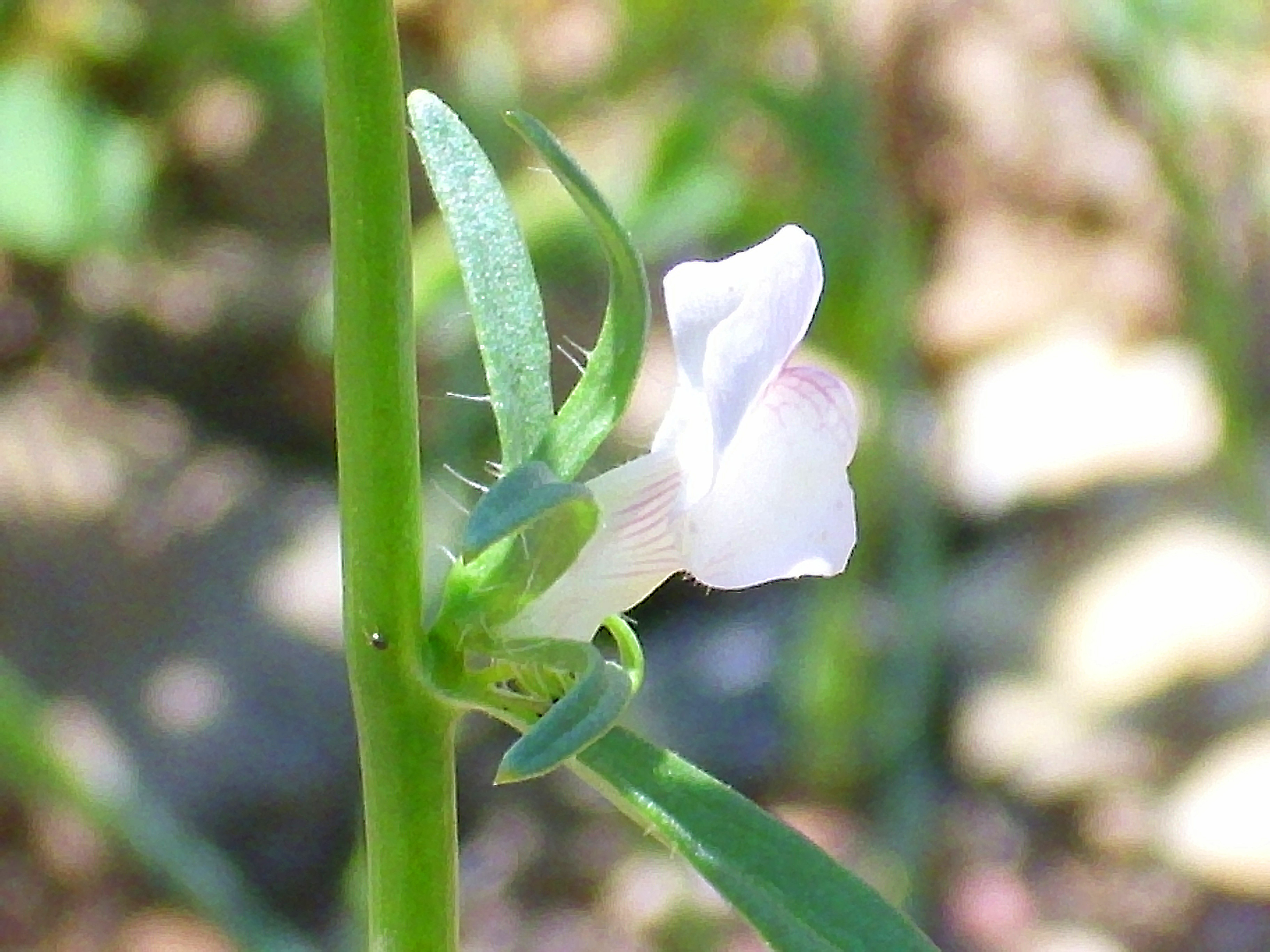